# Aire urbaine de Nevers
L'aire urbaine de Nevers est une aire urbaine française centrée sur l'unité urbaine de Nevers. Composée de 58 communes du Cher et de la Nièvre, elle comptait 101 586 habitants en 2012.

## Caractéristiques en 1999
D'après la définition qu'en donne l'INSEE, l'aire urbaine de Nevers est composée de 45 communes, situées dans le Cher et la Nièvre. Ses 97 548 habitants font d'elle la 78e aire urbaine de France.
5 communes de l'aire urbaine sont des pôles urbains.
Le tableau suivant détaille la répartition de l'aire urbaine sur les départements (les pourcentages s'entendent en proportion du département) :
| Département | Communes | Communes (%) | Superficie (km²) | Superficie (%) | Population (1999) | Population (%) |
| ----------- | -------- | ------------ | ---------------- | -------------- | ----------------- | -------------- |
| Cher        | 2        | 0,7          | 55,73            | 0,8            | 2 296             | 0,7            |
| Nièvre      | 43       | 13,8         | 931,17           | 13,7           | 95 252            | 43,7           |